# 樱井良子
樱井良子（日文：／ Sakurai Yoshiko，1945年10月26日—），日本電視節目记者、职业撰稿人、日本国家基本问题研究所理事长，属于日本保守评论家，长期从事电视新闻报道节目的新闻播音员。近年由于否認二战日本的战争过错、對中国的过激评价，以及建议日本采取过激的国家政策，因而又被认为是新兴的右翼人物、歷史修正主義者。

## 生平
二战时因为父母是在越南从事贸易的日本商人（一说是随军商人间谍），樱井良子出生于越南河内的野战医院。日本战败归国后，住大分縣中津市。中学时代随全家搬至新潟縣長岡市居住，初中為長岡市立東中学校，高中為新潟县立長岡高等学校。毕业后，进入慶應義塾大学文学部。后中途退学，去夏威夷半工半读，毕业于夏威夷大学马诺阿分校历史系。
1971-1974年在《基督教科学箴言报》东京支社任职，1975-1982年在亚洲报业基金会重大新闻部任记者、东京支社社长。1980年5月起，一直到1996年3月，在日本电视台《NNN今日事件》担任新闻女主播，长达16年，因此也被认为是女性新闻主播潮流的先锋。1995年，因报道艾滋病输血感染事件，获得第26届大宅壮一奖。
2007年4月至2008年6月在富士电视台/关西电视台的系列报道节目中担任定期评论员。2008年12月，擔任国家基本问题研究所第一任理事长。

## 关于历史事件的看法和主张
1996年10月3日，樱井良子在横滨市教育委員会主办的教职员研修演讲中发表「慰安妇是商业行为而不是强迫行为」。不久，又发表了珍珠港事件是小罗斯福为了对日宣战而制造的阴谋和陷阱的言论（珍珠港事件陰謀論）。另外，她发表主张「东乡平八郎应该作为英雄记入教科书」的言论。同時，对于纪念广岛市原子弹爆炸受害者纪念碑上的碑文，她主张日本人是受害者的角度而不是采用反省的心理来书写纪念碑文。
2007年6月14日，歷史事實委員會在《华盛顿邮报》刊登整版廣告〈THE FACTS〉，主张慰安妇不是日本政府和日本军有组织、有计划的强制行为，樱井良子為該會委員之一。同年，樱井良子发表「南京大屠杀虚构论」，联合签名支持以「南京大屠杀虚构论」為主題的电影《南京的真实》。另外，对于张作霖炸死事件也提出了不同看法，认为张不是死于日本关东军之手，而是被共产国际暗杀。而对中国共产党的体制、少数民族政策、环境问题、盗版制品，采取十分苛刻的眼光来批判。有著书《异性的大国：中国》，其中评价到「中国作为日本的邻国，是上天给日本永远的艰难」的评价。另外，还有「因为中国不会和日本存在良好的关系，所以和这样没法成为良好关系的国家交往表现出来的友好感情就是卑屈」的论断。
2008年8月24日，樱井良子发言批判北京奥运开幕式演出的「和」字与中国政府对西藏开枪平叛的对立行为。

## 關聯條目
- 日本電視台